# Echipa națională de fotbal a Kârgâzstanului
Echipa națională de fotbal a Kârgâzstanului reprezintă Kârgâzstanul în fotbalul internațional și este controlată de Federația de Fotbal din Kârgâzstan. După destrămarea Uniunii Sovietice a jucat primul meci pe 23 august 1992 cu naționala Uzbekistanului la Campionatul Asiei Centrale. Nu s-a calificat la nici un turneu final.

## Record competițional

### Campionatul Mondial de Fotbal
- 1930 până în 1994 - nu a participat, a făcut parte din URSS
- 1998 până în 2010 - nu s-a calificat

### Cupa Asiei AFC
- 1956 până în 1992 - nu a participat, a făcut parte din URSS
- 1996 până în 2004 - nu s-a calificat
- 2007 - nu a participat
- 2011 - nu s-a calificat

### Cupa Challenge AFC
- 2006 - semi-finale
- 2008 - nu s-a calificat
- 2010 - Grupe

### Campionatul Asiei Centrale
- 2000 - Prima rundă
- 2002 până în 2007- nu a participat

## Antrenori
| Nume               | Perioadă                     | Meciuri | Victorii | Egaluri | Înfrângeri |
| ------------------ | ---------------------------- | ------- | -------- | ------- | ---------- |
| Meklis Koshaliyev  | august 1992 - februarie 1996 | 8       | 1        | 1       | 6          |
| Yevgeniy Novikov   | iunie 1997 - februarie 2001  | 19      | 4        | 14      | 1          |
| Nematjan Zakirov   | martie 2003 - mai 2008       | 30      | 11       | 2       | 17         |
| Boris Podkorytov   | iulie 2006 - decembrie 2006  |         |          |         |            |
| Anarbek Ormonbekov | ianuarie 2009 - prezent      | 10      | 2        | 3       | 5          |

## Lotul actual
| Nr. | Poz. | Jucător            | Data nașterii (vârsta) | Selecții | Club          |
| --- | ---- | ------------------ | ---------------------- | -------- | ------------- |
| 1   | P    | Pavel Matiash      | 11 iulie 1987          |          | Dordoi-Dynamo |
| 2   | F    | Sergey Chikishev   | 29 iulie 1984          |          | Sher-Ak-Dan   |
| 3   | F    | Vladimir Kasian    | 5 martie 1988          |          | Abdish-Ata    |
| 4   | F    | Azamat Baimatov    | 3 decembrie 1988       |          | Ventspils     |
| 5   | F    | Rustam Zakirov     | 19 decembrie 1989      |          | Abdish-Ata    |
| 6   | F    | Faruh Abitov       | 4 decembrie 1988       |          | Dordoi-Dynamo |
| 7   | A    | Anton Zemlianuhin  | 11 decembrie 1988      |          | Abdish-Ata    |
| 8   | A    | Almazbek Mirzaliev | 10 iunie 1987          |          | Abdish-Ata    |
| 9   | M    | Sergey Kaleutin    | 20 iunie 1986          |          | Abdish-Ata    |
| 11  | A    | Ildar Amirov       | 9 octombrie 1987       |          | Dordoi-Dynamo |
| 13  | F    | Davron Askarov     | 6 ianuarie 1988        |          | Toulouse      |
| 14  | M    | Vadim Harchenko    | 28 mai 1984            |          | Dordoi-Dynamo |
| 15  | M    | Aibek Bokoev (c)   | 19 iunie 1978          |          | Dordoi-Dynamo |
| 17  | F    | Kursanbek Sheratov | 1 octombrie 1989       |          | Kant-77       |
| 20  | M    | Islam Shamshiev    | 1 martie 1991          |          | Dordoi-Dynamo |
| 22  | M    | Pavel Sidorenko    | 26 martie 1987         |          | Abdish-Ata    |
| 24  | A    | Kaiumzhan Sharipov |                        |          | Abdish-Ata    |
| 25  | M    | Artem Muladjanov   | 4 februarie 1988       |          | Dordoi-Dynamo |
| 28  | F    | Rustem Usanov      | 12 septembrie 1985     |          | Abdish-Ata    |
| 30  | P    | Vladislav Volkov   | 15 august 1980         |          | Dordoi-Dynamo |
| 31  | P    | Rinat Amirov       |                        |          |               |